# عصمة خاتون
عصمة خاتون هي ابنة السلطان السلجوقي جلال الدولة ملكشاه وزوجة الخليفة العباسي أبو العباس أحمد المستظهر بالله وهو الثامن والعشرون في سلسلة خلفاء بني العباس، وكانت معروفة برجاحة العقل والحزم والسداد.
في سنة 502 للهجرة تزوجها الخليفة المستظهر بالله وهي في أصفهان ثم جاءت إلى بغداد وسكنت في دار الخلافة، حيث ولدت للخليفة ابنه الأمير أبو اسحق إبراهيم في سنة 505 للهجرة لكنه توفي بعد اصابته بالجدري ولم يتجاوز السنة الثالثة من عمره،
وبعد وفاة زوجها الخليفة المستظهر عادت عصمة خاتون إلى اصفهان حيث توفيت سنة 536 للهجرة ودفنت في مدرستها التي بشارع سوق العسكر والتي أوقفتها على الحنفية.